# Shlomo Gronich
Shlomo Gronich (în ebraică:שלמה גרוניך , născut la 20 ianuarie  1949) este un compozitor, pianist și cantautor israelian de muzică ușoară, aranjor și dirijor de cor. 

## Biografie
Shlomo Gronich s-a născut în 1949 și a crescut la Hadera în Israel, ca fiul mijlociu dintre trei frați, într-o familie muzicală. Numele de Shlomo l-a primit după bunicul său Solomon Skivin, care împreună cu soția sa Roza s-au numărat printre întemeietorii orașului Hadera. Tatăl său, Aharon Otto Gronich (1917-1993),originar din „Austria” și România ,probabil din Bucovina, cânta la o mare varietate de instrumente (clarinet, trompeta, flaut etc) a fost cel dintâi dirijor al Fanfarei Armatei israeliene, a dirijat fanfara ostașilor evrei la Alexandria in Egipt, a fondat fanfara pompierilor din Hadera și a fost cunoscut în orașul Hadera ca un profesor foarte exigent de canto și instrumente muzicale. Mama, Geula, era educatoare. Sub influența tatălui, Shlomo Gronich a învățat să cânte la pian și la acordeon de la vârsta de 6 ani, iar la 7 ani a dat prima performanță în public. Fratele său mai mare, Ilan, a învățat vioara, iar mezinul, Yaron, trompeta. Din copilărie au cântat împreună muzică evreiască populară din estul Europei. La 14 ani Gronich a învățat la internatul Hadassim, școală care devenise cunoscută pentru încurajarea creativității, și a început să cânte improvizații la pian. În perioada liceului a fost impresionat și influențat în mod deosebit de muzica formației Beatles. În 1968, la insistențele tatălui său, Gronich a amânat serviciul militar si s-a înscris la studii de pedagogie muzicală la Seminarul Levinski din Tel Aviv, unde a terminat licența. 
În anul 1970 Gronich s-a înrolat in armată ca muzician, interpret la synthetizer in cadrul Ansamblului forțelor blindate și ca aranjor muzical pentru mai multe ansambluri militare. În această perioadă la cunoscut pe cantautorul Matti Caspi, care l-a angajat ca pianist în mai multe producții muzicale pe care le-a condus.
Ulterior a terminat și licența în compoziție la Colegiul de muzică Mannes din New York. Soția lui Gronich este Michal Adler, interpretă la muzicuță , și cei amândoi sunt părinții a două fete gemene - Shahar și Yam.  
Gronich este cunoscut în Israel pentru compozițiile și interpretările sale în domeniul muzicii pop, folk și rock. Stilul său deosebit îmbină genuri muzicale, de la cântecul israelian "zemer ivrí" sau „Shirey Eretz Israel” (stilul muzical dominant în Israel între anii 1940-1980), rock progresiv, cu influențe din rhythm and blues, jazz, muzică etnică, genuri „orientale”, klezmer etc
În 1991 el a înființat corul Sheba alcătuit din tineri din familii Beta Israel imigrate din Etiopia.
Fratele mai mare al lui Gronich, Ilan Gronich, este profesor la clasa de vioară la Universitatea de arte UDK din Berlin.
Fratele cel mic, Yaron, a căzut în luptele de la izbucnirea Războiului de Yom Kipur (octombrie 1973).

## Creații muzicale

### Discografie
Gronich a compus peste 15 albume, incluzând:
- 1971 Why Didn’t You Tell Me?! (versiune re-masterată în 2003)
- 1973 Behind the Sounds (cu Matti Caspi) (versiune re-masterată în 2002)
- 1979 Concert LIVE
- 1981 Cotton Candy (versiune re-masterată 2004)
- 1988 Moonlight Walker
- 1991 Neto LIVE
- 1993 Shlomo Gronich & The Sheba Choir –  premiat cu Gold Album award
- 2003 On the Way to the Light
- 2008 Journey to the Source

### Muzică de film
Gronich a compus banda sonoră pentru peste 15 filme:
- 1981 - Thousand Small Kisses – a obținut Premiul I la Cognac film festival, Premiul Oscar israelian pentru bandă sonoră
- 1991 - Beyond the Sea - Premiul Oscar israelian pentru bandă sonoră
- 1998 - Circus Palestine - Premiul Oscar israelian pentru bandă sonoră

### Muzică de scenă
El a compus muzica de scenă pentru peste 20 spectacole de teatru și musicals:
- 1976 - America – un musical, reprezentat la Kennedy Center, Washington DC
- 1983 - America (versiune revizuită) – reprezentat la Festivalul de la Santa Fe, New Mexico
- 1991 - The Dream Pilot – musical reprezentat la Tokyo, în Japonia
- 2002 -  The Golem – musical reprezentat la Praga, în Republica Cehă

### Muzică de balet
- 1983 - Cântarea cântărilor - la Teatrul de dans Inbal din Tel Aviv, premiat cu Premiul Harpa lui David
- 1986 - Looking for Jerusalem - pentru Compania de dans Bat Sheva, producție la deschiderea Festivalului Israel

### Alte piese de muzică cultă
Gronich a compus peste o sută de compoziții de muzică cultă, unele din ele fiind interpretate de orchestre însemnate ca, de pildă, Orchestra Filarmonică din Berlin

## Concerte notabile
- 1986 - alături de Astor Piazzolla și Orchestra Filarmonică Israeliană
- 1994 - cu corurile Sheba și Moran la ceremonia semnării Acordului de pace dintre Israel și Iordania
- 2000 - cu corurile Sheba și Harlem Boys Choir la Festivalul Israel

### Colaborări evreo-arabe
Gronich a compus și aranjat un cântec blingv în limbile ebraică și arabă, dedicat aspirațiilor de pace și coexistență dintre evrei și arabi în Palestina-Israel:Hevenu Shalom Aleinu (Am adus pace asupra noastră)- Ma Ana Ajmal Min Salam (Nimic nu e mai frumos decât pacea), într-un stil imbinând rockul israelian, muzica pop arabă și elemente din genuri orientale populare din Israel și țările din zona Orientului Apropiat. Cântecul a devenit un fel de imn al organizației israeliene Peace Child Israel, care l-a comandat. Refrenul este interpretat simultan în ebraică și arabă. În aranjamentul cântecului, Gronich a introdus și instrumentul tradițional arab 'ud și cornul antic evreiesc Shofar. Lucrarea a câștigat Premiul al III-lea la concursul Call for Music Videos of Palestinian-Jewish Duos or Groups, în cadrul programului „Jewish-Palestinian Living Room Dialogue”.

## Premii și distincții
- 2001 - Premiul Hadassa pentru activitatea sa împreună cu Corul Sheba